# Bischhausen (Waldkappel)
Bischhausen ist ein Ortsteil der Stadt Waldkappel im nordhessischen Werra-Meißner-Kreis.

## Geographische Lage
Bischhausen liegt am Nordostrand des Stölzinger Gebirges rund 4 km Luftlinie ostsüdöstlich der Waldkappeler Kernstadt an der Mündung des Hosbachs in die Wehre. Zu den Bergen der Umgebung gehört der etwa 3,5 km (Luftlinie) westsüdwestlich gelegene Mäuseberg, auf dem ein Aussichtsturm steht.

## Geschichte

### Ortsgeschichte
Die älteste bekannte schriftliche Erwähnung von Bischhausen erfolgte unter dem Namen Bischofeshusun um das Jahr 800 in einer Schenkungsurkunde an das Reichskloster Hersfeld. 1093/1144 schenkte Graf Heinrich von Northeim dem Blasiuskloster Northeim den Hof und die Kirche zu Bischhausen. 1140/41 verlieh Graf Siegfried von Boyneburg dem Blasiuskloster Northeim Güter zu Bischhausen. 1446 verkaufte das Kloster Bursfelde den Ort an die Herren von Boyneburg, die ihn der Landgrafschaft Hessen zu Lehen auftrugen. In der zweiten Hälfte des 16. Jahrhunderts entstand in Bischhausen ein Verwaltungshof der boyneburgischen Güter. 1650 erwarb Hessen zwei Drittel und 1805 den restlichen Anteil des Orts.
Bischhausen gehörte ursprünglich in Gänze zum teilautonomen Gericht Boyneburg. Als jedoch die von Bemmelberg ihre Anteile am Gericht Boyneburg an die Landgrafschaft versetzten, wurde 1654 das landgräfliche Amt Bischhausen geschaffen, das für die Administration der nun dem Landgrafen grundherrschaftlich unterstehenden Untertanen innerhalb des Gerichts Boyneburg zuständig war. 1690 wurde das Schloss als Verwaltungssitz des Amts Bischhausen errichtet, woraus später das Amtsgericht wurde. Das 1690 eingerichtete Gericht befand sich ursprünglich in einem 1580 erbauten Gebäude, in dem heute das Dorfgemeinschaftshaus untergebracht ist. Das Amtsgericht Bischhausen wurde 1932 geschlossen.
Ab 1821 gehörte Bischhausen zum Kreis Eschwege. Der ehemals boyneburgische Verwaltungshof war von 1866 bis 1931 preußische Staatsdomäne.
Hessische Gebietsreform (1970–1977)
Im Zuge der Gebietsreform in Hessen wurde die bis dahin selbständige Gemeinde Bischhausen zum 31. Dezember 1971 auf freiwilliger Basis in die Stadt Waldkappel eingemeindet. Für Bischhausen, sowie für alle ehemals eigenständigen Gemeinden von Waldkappel und die Kerngemeinde wurde jeweils ein Ortsbezirk mit Ortsbeirat und Ortsvorsteher nach der Hessischen Gemeindeordnung gebildet.

### Verwaltungsgeschichte im Überblick
Die folgende Liste zeigt die Staaten und Verwaltungseinheiten, denen Bischhausen angehört(e):
- vor 1567: Heiliges Römisches Reich, Landgrafschaft Hessen, Gericht Boyneburg
- ab 1567: Heiliges Römisches Reich, Landgrafschaft Hessen-Kassel, Gericht Boyneburg
- ab 1654: Heiliges Römisches Reich, Landgrafschaft Hessen-Kassel, Amt Bischhausen, Gericht Boyneburg
- ab 1806: Landgrafschaft Hessen-Kassel, Amt Boyneburg, Samtgericht Boyneburg
- 1807–1813: Königreich Westphalen, Departement der Werra, Distrikt Eschwege, Kanton Bischhausen
- ab 1815: Kurfürstentum Hessen, Amt Bischhausen[7]
- ab 1821/22: Kurfürstentum Hessen, Provinz Niederhessen, Kreis Eschwege[8][Anm. 2]
- ab 1848: Kurfürstentum Hessen, Bezirk Eschwege
- ab 1851: Kurfürstentum Hessen, Provinz Niederhessen, Kreis Eschwege
- ab 1867: Norddeutscher Bund[Anm. 3], Königreich Preußen, Provinz Hessen-Nassau, Regierungsbezirk Kassel, Kreis Eschwege
- ab 1871: Deutsches Reich, Königreich Preußen, Provinz Hessen-Nassau, Regierungsbezirk Kassel, Kreis Eschwege
- ab 1918: Deutsches Reich, Freistaat Preußen, Provinz Hessen-Nassau, Regierungsbezirk Kassel, Kreis Eschwege
- ab 1944: Deutsches Reich, Freistaat Preußen, Provinz Kurhessen, Landkreis Eschwege
- ab 1945: Amerikanische Besatzungszone, Groß-Hessen, Regierungsbezirk Kassel, Landkreis Eschwege
- ab 1946: Amerikanische Besatzungszone, Land Hessen, Regierungsbezirk Kassel, Landkreis Eschwege
- ab 1949: Bundesrepublik Deutschland, Land Hessen, Regierungsbezirk Kassel, Landkreis Eschwege
- ab 1972: Bundesrepublik Deutschland, Land Hessen, Regierungsbezirk Kassel, Landkreis Eschwege, Stadt Waldkappel[Anm. 4]
- ab 1974: Bundesrepublik Deutschland, Land Hessen, Regierungsbezirk Kassel, Werra-Meißner-Kreis

## Bevölkerung

### Einwohnerstruktur 2011
Nach den Erhebungen des Zensus 2011 lebten am Stichtag dem 9. Mai 2011 in Bischhausen 1053 Einwohner. Darunter waren 9 (0,9 %) Ausländer.
Nach dem Lebensalter waren 156 Einwohner unter 18 Jahren, 411 zwischen 18 und 49, 225 zwischen 50 und 64 und 261 Einwohner waren älter. Die Einwohner lebten in 453 Haushalten. Davon waren 117 Singlehaushalte, 147 Paare ohne Kinder und 144 Paare mit Kindern, sowie 36 Alleinerziehende und 9 Wohngemeinschaften. In 117 Haushalten lebten ausschließlich Senioren und in 273 Haushaltungen lebten keine Senioren.

### Einwohnerentwicklung
| Quelle: Historisches Ortslexikon |                  |
| • 1585:                          | 80 Hausgesesse   |
| • 1736:                          | 514 Einwohner    |
| • 1747:                          | 96 Haushaltungen |

| Bischhausen: Einwohnerzahlen von 1736 bis 2015 | Bischhausen: Einwohnerzahlen von 1736 bis 2015 | Bischhausen: Einwohnerzahlen von 1736 bis 2015 | Bischhausen: Einwohnerzahlen von 1736 bis 2015 | Bischhausen: Einwohnerzahlen von 1736 bis 2015 |
| --- | ---------------------------------------------- | ---------------------------------------------- | ---------------------------------------------- | ---------------------------------------------- |
| Jahr |                                                |                                                |                                                | Einwohner                                      |
| 1736 | 1736                                           |                                                | 514                                            | 514                                            |
| 1800 | 1800                                           |                                                | ?                                              | ?                                              |
| 1834 | 1834                                           |                                                | ?                                              | ?                                              |
| 1846 | 1846                                           |                                                | 1.000                                          | 1.000                                          |
| 1864 | 1864                                           |                                                | ?                                              | ?                                              |
| 1885 | 1885                                           |                                                | 934                                            | 934                                            |
| 1961 | 1961                                           |                                                | 1.104                                          | 1.104                                          |
| 1967 | 1967                                           |                                                | ?                                              | ?                                              |
| 1970 | 1970                                           |                                                | 1.292                                          | 1.292                                          |
| 1980 | 1980                                           |                                                | ?                                              | ?                                              |
| 1990 | 1990                                           |                                                | ?                                              | ?                                              |
| 2000 | 2000                                           |                                                | ?                                              | ?                                              |
| 2011 | 2011                                           |                                                | 1.053                                          | 1.053                                          |
| 2015 | 2015                                           |                                                | 964                                            | 964                                            |
| Datenquelle: Historisches Gemeindeverzeichnis für Hessen: Die Bevölkerung der Gemeinden 1834 bis 1967. Wiesbaden: Hessisches Statistisches Landesamt, 1968. Weitere Quellen: LAGIS; Stadt Waldkappel; Zensus 2011 |                                                |                                                |                                                |                                                |

### Historische Religionszugehörigkeit
| • 1885: | 934 evangelische (= 94,73 %), vier katholische (= 0,41 %), 48 jüdische (= 4,87 %) Einwohner |
| • 1961: | 1006 evangelische (= 91,12 %), 98 katholische (= 0,98 %) Einwohner                          |

## Ehemalige jüdische Gemeinde
Jüdische Einwohner sind erstmals im Jahr 1664 erwähnt. Ihre Zahl war gering (vier Personen, allerdings möglicherweise alle mit ihren Familien) und blieb es auch bis ins 19. Jahrhundert. Dann wuchs die kleine Gemeinde, aber die genaue Zahl der jüdischen Einwohner, deren Wohnungen verstreut im Ort lagen, ist nicht bekannt. Durch Aus- und Abwanderung schrumpfte die Gemeinde um die Wende zum 20. Jahrhundert wieder: nach 1900 gab es noch sechs jüdische Familien, 1906 noch vier und ab 1911 nur noch zwei. Drei jüdische Bischhausener fielen im Ersten Weltkrieg. 1924 hörte die zu dieser Zeit noch aus zwei Familien bestehende kleine Gemeinde auf zu existieren, als nach dem Tod des Gemeindeältesten auch die letzte Familie fortzog.
Da 1857 eine „Israelitischen Synagogen-Gemeinde Bischhausen“ erwähnt wird, gab es zu dieser Zeit zumindest einen Betraum, wenn nicht gar eine kleine Synagoge. Möglicherweise handelte es sich dabei um einen Betraum in dem noch heute bestehenden, allerdings mehrfach umgebauten Haus, das der Händler Wolff Mencke im Jahre 1775 gebaut hatte. Die noch heute erhaltene Hausinschrift sagt: Gott beware dieses Haus und alle die da gehn ein und aus / was Freunde sein geht herein zu mir / Feinte aber weichet von hier / Bauherr Wolf Menko und dessen Ehefrau Resen / den 4 Iuli 1775 Z M W VL. Das Haus wurde lange Zeit als Judenschule bezeichnet, wohl weil es einmal einen Schulraum oder Betraum enthielt. Auch gab es ein rituelles Bad (Mikwe) und einen Friedhof sowie eine jüdische Religionsschule. 1907/08 waren noch fünf Kinder zu unterrichten, und Ende 1909 wurde die Schule geschlossen.
Von den in Bischhausen geborenen und/oder längere Zeit dort wohnhaften jüdischen Personen wurden in der Zeit des Nationalsozialismus 21 ermordet.

## Infrastruktur
Im Dorf zweigt die Landesstraße 3459 (Bischhausen–Kirchhosbach) in Richtung Süden von der Bundesstraße 7 (Waldkappel–Bischhausen–Oetmannshausen) ab. Wenige hundert Meter nordwestlich Bischhausens endet die von Westen heranführende Bundesautobahn 44 derzeit an der Ausfahrt Waldkappel; der Streckenabschnitt nach Osten zur Bundesautobahn 4 bei Eisenach verläuft nördlich der Ortslage und befindet sich im Bau.

## Persönlichkeiten
Moritz Goldschmidt (* 15. Oktober 1863 in Bischhausen; † 7. September 1916 in Geisa), Lehrer und Botaniker

## Kultur und Sehenswürdigkeiten

### Kirche
Die Kirche von Bischhausen stammt aus dem 15. Jahrhundert –, sie geht in ihren Fundamenten jedoch auf einen romanischen Bau zurück. Die Kirche wurde im Laufe der Jahrhunderte mehrfach umgebaut und erweitert. Grabmäler derer von Boyneburg bezeugen die Verbundenheit dieses Geschlechtes mit dem Dorf.

### Dorf- und Heimatmuseum
Das Dorf- und Heimatmuseum in der Ortsmitte am Kirchberg in der alten Schule (Am Graben 4) enthält eine Bilderausstellung, traditionelle Möbel und Gegenstände des täglichen Bedarfs wie Buttermodeln, Backformen und anderem Hausrat, eine größere Sammlung von Gebrauchskeramik und Glas sowie eine Sammlung gusseiserner Ofenplatten aus verschiedenen Jahrhunderten. Das Gebäude und das Museum wurden 1997 renoviert und stehen zur Besichtigung nach vorheriger Absprache zur Verfügung. Träger des Museums ist die Gemeinschaft Bischhäuser Vereine.

### Brauchtum
Seit 1818 wurde im Ort als Besonderheit das Bischhäuser Kinderfest begangen; dieses ging auf die öffentlich durchgeführte Schulprüfung zurück. Über 150 Jahre galt das Fest als Höhepunkt des Schuljahres und war mit einem feierlichen Umzug im Dorf verbunden.